# Alvorada do Gurguéia
Pour les articles homonymes, voir Alvorada (homonymie).
Alvorada do Gurguéia est une municipalité brésilienne située dans l'État du Piauí.